# المنصف غشام
المنصف غشام (من مواليد المهدية في 29 جويلية 1946)، هو شاعر وأديب وصحفي تونسي. أتم تعليمه الابتدائي في مسقط رأسه والثانوي بمعهد الذكور بسوسة ثم درس بكلية الآداب بمنوبة فجامعة باريس الرابعة أين تحصل على شهادة في الأدب المقارن. مارس المنصف غشام الصحافة من خلال كتابته لمقالات تعنى بالثقافة والفن في عدة جرائد ومجلات من أهمها مجلة إفريقيا آسيا، مجلة رياليتي، صحيفة لوطون... نشر المنصف غشام عدة دواوين شعرية من أبرزها حناجر المضيق (1971) بالفرنسية ، ماية ألف عصفور (1973)، لكي أحبي وطنا (1978)، ارتداد الموج (1983) كما نشرت له قصة «العملاق ذو الرأس المزهر» (1981) ودراسة «التراث الوطني الفلسطيني» (1980) بالاشتراك مع عدد من المؤلفين. تحصل في مارس 2006 على جائزة سنغور التقديرية بمناسبة صالون الكتاب في باريس.